# 생방송 60분 부모
생방송 60분 부모는 EBS 1TV에서 매주  평일 오전 11시 30분에 방송되는 육아, 교육, 가족 정보 프로그램이다.

## 기획 의도
요일별로 정해진 주체를 가지고 전문가와 함께 육가, 교육, 가족 등에서 나타나는 문제점의 해결책을 모색하여 좀 더 행복한 가정을 꾸리기 위해 기획된 프로그램으로 전화, 인터넷, 방청객 참여 등으로 다양하게 참여할 수 있다. 최윤영
이 진행을 맡고 있다.

## 진행자
- 최윤영